# Schaepmanniaan
Met de Schaepmannianen wordt een kleine groep katholieke Tweede Kamerleden aangeduid aan het einde van de negentiende eeuw. Net als hun voorman, de priester Herman Schaepman, die in 1880 Tweede Kamerlid werd, waren zij voorstander van hervormingen met name op sociaal gebied. Zij werden daarbij geïnspireerd door de encycliek Rerum Novarum van paus Leo XIII uit mei 1891.
Schaepman stond op sommige gebieden overigens vrijwel alleen. Zo was hij als een van de weinigen voorstander van invoering van de persoonlijke dienstplicht (en afschaffing van het systeem van plaatsvervanging). Als enige steunde hij in 1894 volmondig het kiesrechtvoorstel van Tak van Poortvliet en in 1900 stemden van de katholieken alleen hij en Kolkman vóór de ontwerp-Leerplichtwet.
Tegenover de Schaepmannianen stonden de Bahlmannianen, de conservatieve katholieken. Zij vormden de hoofdmoot van de katholieken in de Kamer. Beide groepen waren wel onder meer voor gelijkberechtiging van het openbaar en bijzonder onderwijs, voor herstel van de diplomatieke vertegenwoordiging bij de paus en voor afschaffing van het processieverbod.
Uiteindelijk werden beide groepen verenigd en kwam er in 1896 een gezamenlijk programma tot stand. Schaepman werd in 1901 voorzitter van de Katholieke Kamerclub, maar overleed in 1903.